# Krematorium ve Slezské Ostravě
Krematorium ve Slezské Ostravě se nachází v ulici Těšínská na hřbitově.

## Historie
Město Ostrava založilo nový ústřední hřbitov roku 1961 jako náhradu za rušený hřbitov v městské části Moravská Ostrava. Hřbitov vznikal na poddolovaném území a navazoval na starý místní hřbitov s kostelem svatého Josefa. Současně bylo rozhodnuto o výstavbě nového krematoria, které mělo nahradit původní ostravské krematorium (autor Vlastislav Hofman). Výstavba byla přerušována kvůli různým potížím, zejména pro poddolování celé oblasti, a trvala tak devět let. Krematorium bylo otevřeno v listopadu roku 1970.

### Popis
Vstupní část má široké diagonální schodiště. Stavební sloh vychází z abstraktních forem internacionálního stylu. Využívá ocelové konstrukce, sklo a nové materiály. Obřadní budova na obdélném půdorysu je vysoká a má mírně zkosené boční hrany. Ty jsou obloženy plechovými šablonami. Průčelí obřadní síně je proskleno zcela. Interiér je obložen dřevem a osvětlen bočními okny s abstraktními barevnými vitrážemi. V podélném nižším křídle je umístěna čekárna a ve vyšším křídle technická část. Ta zde byla vybudovaná z původní menší obřadní síně v 80. letech 20. století, kdy proběhly stavební úpravy areálu. Správní budovy se nacházejí na terase a dominuje jim vysoká plastika z mušlového vápence "Hřbitovní stéla" (sochař Vladislav Gajda). Vstupní schodiště doplňují umělecká díla - mozaika (Míra Haberová) a sousoší z pohledového betonu "Řečtí andělé" (sochař Josef Jankovič).